# Il bambino malato
Il bambino malato (Autoritratto a Cadaqués) è un dipinto a olio e tempera su cartone di 57 × 51 cm realizzato nel 1923 circa dal pittore spagnolo Salvador Dalí.
È conservato nel Salvador Dalí Museum di Saint Petersburg (Florida).